# Stenopsyche ochripennis
Stenopsyche ochripennis är en nattsländeart som beskrevs av Albarda in Veth 1881. Stenopsyche ochripennis ingår i släktet Stenopsyche och familjen Stenopsychidae. Inga underarter finns listade i Catalogue of Life.